# Hemilophia
Hemilophia là chi thực vật có hoa trong họ Cải.